# Pietro Ceccato
Pietro Ceccato (Montecchio Maggiore, 17 febbraio 1905 – Padova, 6 gennaio 1956) è stato un imprenditore italiano, fondatore della Ceccato S.p.A..

## Biografia

### Gli studi e le passioni
Figlio di Alessandro Ceccato (1865-1933), farmacista di Montecchio Maggiore (Vicenza) e di Tullia Balestro (1867-1951), maestra elementare, Pietro Ceccato nacque a Montecchio Maggiore il 17 febbraio 1905.
Dopo aver completato studi dell'obbligo e superiori presso istituti religiosi, si spostò all'Università di Padova, dove nel 1933 conseguì la laurea in Chimica e Farmaceutica. Nell'agosto dello stesso anno si sposò con Maria Schenardi, collega dell'università di origine trevigiana, con cui ebbe due figlie, Adriana - nel 1934 - e Alessandra - nel 1937.
Sin dalla giovinezza coltivò contemporaneamente agli studi numerose passioni, che lo accompagnarono fino all'ultimo giorno di vita: la musica, la meccanica e soprattutto il motociclismo: partecipò con successo a numerose competizioni motociclistiche e nel 1934, sulla pista del Littorio a Roma, vinse il titolo di Campione Nazionale della Categoria 500cc. alla velocità, per quei tempi eccezionale, di 131 km/h. Ceccato creò anche una squadra di corse, e il modello Ceccato 75cc guidato nel'55 da Orlando Ghiro.. 

### Le aspirazioni imprenditoriali
Nonostante sembrasse destinato a subentrare al padre nella gestione della farmacia di famiglia, le diverse aspirazioni professionali condussero ben presto Pietro Ceccato a intraprendere la carriera imprenditoriale e la conduzione della farmacia venne affidata alla moglie.
Numerose furono le sue scommesse imprenditoriali: dagli inizi dell'attività in un vecchio capannone sito in Montecchio Maggiore, alla costituzione della sua prima società F.I.P.A. (Fabbrica Italiana Pistole e Aerografi), divenuta nel 1938 M.A.P.A. (Macchine e Attrezzature per Autofficine), che produceva pistole per verniciatura a spruzzo, per grassaggio e lubrificazione; fino alla fondazione nel 1938 della Ceccato & C. S.p.A. ad Alte di Montecchio Maggiore.

### La Ceccato & C. S.p.A.
Fondata nel 1938 in un'area al tempo agricola ma potenzialmente strategica (oggi in questa zona si incrociano le due Strade Statali Verona-Vicenza e Valdagno-Lonigo), la Ceccato S.p.A. inizialmente produceva bruciatori per forni, compressori d'aria, ponti elevatori per autovetture ed accessori per autofficine.
In breve tempo intorno all'azienda cominciarono a sorgere case, palazzi, negozi e la chiesa e, grazie all'impulso dato dalla Ceccato, un'area di campagna quasi deserta si trasformò in una “cittadella del lavoro”, a cui il Consiglio Comunale nel 1953 diede il nome di Alte Ceccato. Proprio intorno agli anni cinquanta inoltre l'imprenditore favorì la fondazione in paese della Scuola di Disegno Professionale e Addestramento “Don Giuseppe Smittarello”. Poco prima della malattia l'imprenditore aveva progettato la costruzione di una stazione del treno per collegare Alte al territorio, un ospedale unico, un campo da golf e un nuovo stadio.

### La morte
Verso la metà del 1955 Ceccato avvertì i primi sintomi del male e gli fu diagnosticato un tumore alla prostata. Nonostante i numerosi tentativi volti a porre un freno all'incalzare del male, il 6 gennaio 1956 morì in una clinica di Padova.

## Il premio Ceccato
Il comune di Montecchio Maggiore gli ha dedicato il Premio Pietro Ceccato, in collaborazione con istituzioni come Apindustria, Assoartigiani, Assindustria, Confcommercio, Confesercenti, C.N.A. Il riconoscimento viene dato ad aziende fondate da ex dipendenti della Ceccato operanti nel territorio limitrofo che si sono distinte nell'ottica di uno sviluppo sostenibile.